# William Cartwright (floruit 1598-1636)
Pour les articles homonymes, voir William Cartwright et Cartwright.
William Cartwright est un comédien anglais des XVIe et XVIIe siècles, dont les dates de naissance et de décès sont inconnues. Les dates 1598-1636 indiquent la période au cours de laquelle on sait qu'il a été actif (voir floruit).
Il est le père du comédien William Cartwright, né en 1606.